# Srikaton (Air Salek)
Srikaton is een bestuurslaag in het regentschap Banyuasin van de provincie Zuid-Sumatra, Indonesië. Srikaton telt 2609 inwoners (volkstelling 2010).